# リチャード・アーミテージ
リチャード・リー・アーミテージ（Richard Lee Armitage、1945年4月26日 - 2025年4月13日）は、アメリカ合衆国の海軍軍人、政治家。最終階級は海軍中尉。知日派として日米外交に大きな役割を果たしてきた。カトリック教徒。ジョージ・W・ブッシュ政権1期目にて第13代アメリカ合衆国国務副長官を務めた。

## 来歴

### ベトナム戦争での行動
1945年4月26日にマサチューセッツ州ボストンに誕生する。1967年にアナポリスの海軍兵学校を卒業後（海軍少尉）、ベトナム戦争に志願して従軍した。
1973年1月にパリ協定の成立を知り、停戦を拒んで海軍を除隊。ただしサイゴンにあるアメリカ軍駐在武官本部の民間人顧問としてベトナムに留まり、特殊任務についた。ネイビーシールズ（アメリカ海軍特殊部隊）の隊員だったという噂も流れたが、国務省のウェブサイトで否定している。
一旦ワシントンに戻ったが、1975年4月に北ベトナム軍がサイゴンに迫ると、国防総省から特定南ベトナム人の救出作戦の実行を頼まれる。ビエンホア空軍基地にヘリコプターで乗り込み、機密保持のため基地内の機器を破壊。そして取り残された南ベトナム空軍の将兵30名とともに砲火の中から脱出。その後南ベトナム海軍艦艇と将兵及びその家族を率いて、8日かけてフィリピンまで脱出した（本人談）。

### 政治活動

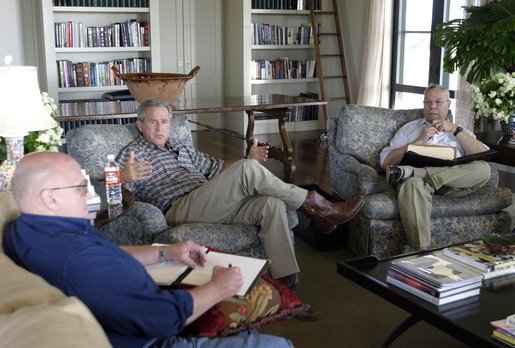
ブッシュ、パウエルと談笑するアーミテージ

国防省情報部員としてサイゴンやテヘランなどで勤務。上院議員であったボブ・ドール（後に大統領候補になる）の秘書などを経て、1981年からはロナルド・レーガン政権の国防次官補代理、1983年から1989年までは国防次官補を務めた。その後は政策コンサルティング会社「アーミテージ・アソシエイツ」の代表。2001年に発足したジョージ・W・ブッシュ政権下では右腕として2005年1月まで国務副長官を務め、ブッシュ大統領の政策顧問団バルカンズのメンバーでもあった。
国防戦略の専門家、共和党穏健派の重鎮として知られ、国務長官であったコリン・パウエルとともに国務省内で絶大な信頼を置かれていた。現在は政治コンサルティング会社である「アーミテージ・インターナショナル」の代表を務めている。
2006年9月21日放送のCBS “60 Minutes” においてパキスタンのムシャラフ大統領は、2001年のアメリカによるアフガニスタン侵攻の際に協力しなければパキスタンを爆撃し「石器時代に戻す」とアーミテージから脅迫されたと告白した。アーミテージ自身は直後に「そのような表現は使っていないが、かなり強い言葉で要請したのは事実」とこれを認めている。
パウエル国務長官とともに、イラク戦争の開始に反対した。国務副長官を辞任した動機として、「ラムズフェルドを閣内に残してパウエルを辞めさせる政権にはついていけないと思ったから」と語っている。ただし、1998年に新保守派のシンクタンク「アメリカ新世紀プロジェクト」からクリントン大統領に宛てて出された、当時の米国の対イラク政策を批判し、フセイン政権を武力で打倒するよう求める書簡にラムズフェルドらと共に賛同人として署名している。
2003年7月にインタビューでCIA工作員の身元を漏洩してしまう（プレイム事件）。このことに関しては2006年9月のインタビューで「大統領、国務長官と国務省、家族に申し訳ないことをした」と述べており、自分に非があるということを認めている。
2008年アメリカ合衆国大統領選挙では共和党のジョン・マケイン陣営に属し、外交、特にアジア外交政策の政権構想に関与している。マケインとは共に海軍の出身で、前述のベトナム戦争への従軍など共通点が少なくない。国務副長官就任前の上院での審議では、マケインやジェシー・ヘルムズから賛辞の声が相次いだ。
2016年アメリカ合衆国大統領選挙では、共和党の大統領候補がドナルド・トランプになることが決定的となった段階で、民主党候補のヒラリー・クリントンに投票することを明言した。しかし、ヒラリー優勢と見られる中でもアーミテージ自身はトランプが勝つ可能性が高いと予測しており、その分析を旧知の外交官である大江博に披露。大江よりこのことを伝えられた在米日本大使館はアーミテージの分析を重要視し、トランプ陣営とのパイプ作りを開始。トランプの大統領就任前に安倍晋三総理との会談実現につながった。

### アジア通・知日派
ベトナム戦争に従軍し、ベトナム語が堪能。また、レーガン政権の国防次官補代理職にあった時に、東アジアおよび太平洋地域を担当していたこともあり、知日派（ジャパン・ハンドラー）として知られ、現在は米国内の知日派政策エリートの保護者的立場にある。1980年代の東芝機械ココム違反事件の際には、対日経済制裁に反対した。
日米間の安定的な安全保障システムの確立に貢献してきたほか、椎名素夫・佐々淳行など日本の政治家や官僚らとの繋がりも強い。一方で、日本の核武装には否定的とされる。FS-X開発問題では日本側との調整を担当している。
日本や東アジア全般の安全保障に関する発言が常に注目を集める。アーミテージの名が一般に広く知られるようになったきっかけとして、2000年に対日外交の指針としてジョセフ・ナイらと超党派で作成した政策提言報告「アーミテージ・レポート」（正式名称：INSS Special Report "The United States and Japan: Advancing Toward a Mature Partnership"、「国防大学国家戦略研究所特別報告　合衆国と日本―成熟したパートナーシップに向かって」）の存在が挙げられる。この報告書では、日本に対して有事法制の整備を期待する内容が盛り込まれた。
2001年9月11日のアメリカ同時多発テロ事件を受けて、日本側に共闘を求めた。この時にいわゆる「Show the FLAG」（旗幟を鮮明にしろ）発言があったとされる。ただし、柳井俊二（当時の駐米大使）は協力の要請があったことは認めたものの、Show the Flagという発言は否定している。
イラク戦争開戦時には日本の役割を野球に例えて「Boots on the ground」（野球場に来るなら観客になるな、投手や捕手である必要はない、野手でも何でもいいから試合に出ろ）と発言したことでも有名になった。また、2004年7月には日本国憲法第9条を日米同盟の障害とする主旨の発言をして物議を醸した。また、北朝鮮による日本人拉致問題においては、朝鮮民主主義人民共和国に対する圧力路線を主導。2004年4月には北朝鮮のテロ支援国家指定の根拠に拉致問題を明記させた。
2005年6月6日、『筑紫哲也 NEWS23』に出演した際に、靖国神社参拝について質問され「主権国家である日本の総理大臣が、中国に限らず他の国から靖国神社に参拝してはいけないと指図されるようなことがあれば、逆に参拝すべきだと思います。なぜなら内政干渉を許してはいけないからです。もう一つは、全ての国が戦死者をまつりますが、それぞれのやり方で良いのだと思います」と主張した。2006年7月20日の「産経新聞」（東京版）の取材に対しても同様の認識を示していたが、靖国神社にA級戦犯が合祀されていることや靖国側が先の戦争について修正主義的な歴史認識であることを知ってからは、後述するように後に靖国参拝に好意的な意見を翻した。
2005年、コンサルティング会社「アーミテージ・インターナショナル」を5名の共同設立者（ランドール・シュライバーなど）とともに設立した。
2006年の講演で、「世界でどの国が優れているか聞いた調査によると、アジアの人々の82%が『日本』と回答しました。彼らは（第二次世界大戦の）日本軍による占領は独立への機会になったと考えています。日本は文化、政治、安全保障の面でも優れた模範を提供でき、その役割は高まっているのです。日本はこの現状をゆったりと構えてとらえ、もっとアジアに関わっていくべきです」と述べている。
2007年2月には、政策シンクタンク戦略国際問題研究所（CSIS）において再度超党派による政策提言報告「第二次アーミテージ・レポート」（正式名称："The U.S.-Japan Alliance: Getting Asia Right through 2020"、「日米同盟 2020年までのアジア外交をいい塩梅に」）を作成・発表、日米同盟を英米のような緊密な同盟関係へと変化させ、東アジアの地域秩序の中で台頭する中国を穏健な形で秩序の中に取り込むインセンティブとすることなどを提言している。
2012年8月には「第三次アーミテージ・レポート」（正式名称："The US-Japan Alliance: Anchoring Stability in Asia"、「日米同盟 アジアにおける安定の礎」）を作成・発表。“日本が一流国家であり続けるか、二流国家に甘んじるかの重大な局面を迎えている”と指摘し、また日米同盟関係における日本の役割拡大を求めた。
2012年アメリカ合衆国大統領選挙の共和党候補者であるミット・ロムニーが同年8月28日に行った演説において日本に言及する箇所が1箇所しかなかったことは、アーミテージら知日派の影響力の低下の表れと分析する向きもあった。
2013年10月30日、東京都内で自民党幹部に対し、「靖国神社参拝は絶対にやめてくれ。積み上げたものを全て壊す」と、安倍晋三首相の靖国参拝を見送るよう力説した。日本と中国、韓国の対立激化がアジア太平洋地域に重心を移す米国の「リバランス」政策上、大きな不安定要因になることへの強い懸念を示したと見られる。
2015年秋の叙勲で旭日大綬章受章。
2018年10月3日、「第四次アーミテージ・ナイレポート」（More Important than Ever - Renewing the U.S.-Japan Alliance for the 21st Century、21世紀における日米同盟の刷新）を発表。中国脅威論や北朝鮮脅威論を唱え、自衛隊と在日米軍の基地の共同使用など同盟の深化を提案し、日本にGDP比1パーセント超の軍事費支出を求めた。

### 死去
2025年4月13日、肺塞栓症のため死去。79歳没。

## その他エピソード
- 家族は妻のローラとの間に3男1女。他にベトナム系・アフリカ系移民などの子供たちを養子として育てている。
- 学生時代からの趣味はアメフトとウエイトリフティング。ベンチプレスでは440ポンド挙上の記録を持つ[18]。
- 俳優のイアン・アーミテージは孫である（娘・リーの息子）[19]。

## 日本語での文章（抜粋）

### 論文・インタビュー
- 「21世紀の太平洋安全保障体制はこうなる」『中央公論』1990年12月号
- 「文明の衝突は不可避か――ハンチントン論文を駁す」『中央公論』1994年2月号
- 「ワシントンの仕事師世界をゆく（全10回）」『中央公論』1994年3月-1995年2月号

レーガン政権時代の回想を中心とした手記
- 「日米安保関係の近代化――新しい時代のための新しいパートナーシップ」『外交フォーラム』1996年6月号
- 「台湾海峡紛争に日本は行動せよ――きわめて率直な米国のガイドライン観」『論座』1997年12月号
- 「憲法9条は日米同盟の邪魔物だ――小泉演説に私は涙した」『文藝春秋』2004年3月号
- 「中台緊張は日米同盟で対応できる」『中央公論』2005年3月号
- 「アメリカに助言を与える日本――『最も敬意を表される国』は世界の優秀な世話人たれ」『Voice』2006年9月号
- 『日米同盟VS.中国・北朝鮮』、ジョセフ・ナイ、春原剛（日本経済新聞編集委員）との共著。文春新書、2010年12月

### 対談
- 「社会党の真意を質す」『中央公論』1990年3月号
- 「それでも安保は必要だ――日米防衛蜜月時代に何を学ぶか」『諸君！』1993年6月号
- 「『基地抜き安保』はマイナスである」『文藝春秋』2000年6月号

## 関連文献
- ジェームズ・マン（渡辺昭夫監訳）『ウルカヌスの群像――ブッシュ政権とイラク戦争』（共同通信社, 2004年）

チェイニー、ライスをはじめとするジョージ・W・ブッシュ政権の外交エリートたちの人格・思想形成を追ったドキュメント。アーミテージにも軍人時代から国務副長官時代まで、多くのページを割いている。